# Bermudas en los Juegos Olímpicos de México 1968
Las Bermudas estuvieron representadas en los Juegos Olímpicos de México 1968 por un total de 6 deportistas masculinos que compitieron en 2 deportes.
El equipo olímpico bermudeño no obtuvo ninguna medalla en estos Juegos.